# Kleine speerpuntspanner
De kleine speerpuntspanner (Rheumaptera subhastata) is een nachtvlinder uit de familie van de spanners, de Geometridae.

## Kenmerken
De kleine speerpuntspanner lijkt sterk op de speerpuntspanner, maar is kleiner.

## Waardplanten
De kleine speerpuntspanner gebruikt bosbes en rijsbes als waardplanten.

## Voorkomen
De soort komt voor in delen van het Palearctisch en Nearctisch gebied. De soort vliegt van halverwege mei tot halverwege juli in één jaarlijkse generatie.

### Nederland en België
De kleine speerpuntspanner is in Nederland en België een zeldzame soort. De vlinder kent jaarlijks één generaties die vliegen van januari tot en met april.